# Аяччо-5
Ая́ччо-5 (фр. Ajaccio-5, корс. Aiacciu-5)  — кантон во Франции, находится в регионе Корсика, департамент Южная Корсика. Входит в состав округа Аяччо.
До реформы 2015 года код INSEE кантона был 2A66. В кантон Аяччо-5 входило часть коммуны Аяччо. Население кантона на 2008 год составляло 8800 человек.
В ходе реформы 2015 года в кантон включили коммуны Вилланова, Бастеликачча и Алата. Население на 2012 год составило 14 952 человек.

## История
Кантон Аяччо-5 (Эст) был создан по декрету от 18 августа 1973 года. В кантон входила часть коммуны Аяччо.
По закону от 17 мая 2013 и декрету от 14 февраля 2014 года количество кантонов в департаменте Южная Корсика уменьшилось с 22 до 11. Новое территориальное деление департаментов на кантоны вступило в силу во время выборов 2015 года. Таким образом, часть коммуны Аяччо, принадлежащая кантону Аяччо-5, была переопределена 22 марта 2015 года и были добавлены коммуны Вилланова, Бастеликачча и Алата.

## Население
В таблице приведена динамика численности населения по 2012 год. В 2015 году территория кантона была изменена, а население соответственно возросло до 14 952 человек (население во время переписи 2012 года на территории, определённой в 2015 году).
| 1990 | 1999 | 2006 | 2011 | 2012 |
| ---- | ---- | ---- | ---- | ---- |
| 9676 | 7989 | 8530 | 9390 | 9185 |